# Colección de pintura del Banco Nacional de México

## Colección de pintura del Banco Nacional de México
Es un grupo de pinturas que pertenecen al Banco Nacional de México, reconocida como la colección institucional privada más importante de temas y autores mexicanos y un referente obligado para el conocimiento del arte del país por la calidad de sus obras pictóricas.
Data de 1884, cuando fue fundado el banco, y desde entonces ha acumulado piezas de arte de México que van desde el siglo XVI hasta el XXI. La colección tiene los objetivos de rescatar, repatriar, conservar y resguardar un importante acervo para contribuir al enriquecimiento de la cultura nacional. 
En la actualidad, la colección incluye más de dos mil obras y su gestión se encuentra a cargo de Patrimonio Artístico de Citibanamex.
Desde el año 2019, una selección de 114 obras maestras de la colección Banamex se exhibe de forma permanente en el Foro Valparaiso ubicando dentro del antiguo Palacio de los Condes de San Mateo de Valparaiso en la Ciudad de México.

## Artistas de la colección
- Gilberto Aceves Navarro
- Dr. Atl
- Agustín Arrieta
- Abraham Ángel
- Jean Baptiste Louis Gros
- Miguel Cabrera
- Leonora Carrington
- Julio Castellanos
- Joaquín Clausell
- Arnaldo Coen
- Juan Cordero
- Juan Correa
- Miguel Covarrubias
- Pelegrín Clavé
- Daniel Thomas Egerton
- Manuel Felguérez
- Germán Gedovius
- Miguel González
- Jorge González Camarena
- Pietro Gualdi
- Jesús Guerrero Galván
- Saturnino Herrán
- María Izquierdo
- Frida Kahlo
- Eugenio Landesio
- Eulalia Lucio
- María Guadalupe de Moncada y Berrio
- Roberto Montenegro
- José Clemente Orozco
- Félix Parra
- Édouard Pingret
- Julio Ruelas
- Johann Moritz Rugendas
- David Alfaro Siqueiros
- Juan Tinoco
- Remedios Varo
- José María Velasco
- Cristóbal de Villalpando
- Ángel Zárraga